# Meziválečná architektura Střešovic
Meziválečná architektura Střešovic : méně známá tvář Prahy 6 je katalog stejnojmenné výstavy, kterou uspořádala Městská část Praha 6 ve spolupráci s Národním památkovým ústavem, územním odborným pracovištěm v hlavním městě Praze v roce 2010. Vedoucí autorského kolektivu byla Alexandra Křížová, další autorky textu: Kateřina Hubrtová, Hedvika Křížová Nejedlá. Fotografie: Přemysl Havlík, Hana Černá, Kateřina Hubrtová, Alexandra Křížová, Hedvika Křížová Nejedlá, Lucie Mlynářová.
Výstava se uskutečnila v roce 2010 v Galerii Chodník ve Skleněném paláci v Praze 6-Bubenči, náměstí Svobody č. 728/1. V období od 21.10.-23.12.2010 byla prezentována také v sídle pražského územního odborného pracoviště Národního památkového ústavu, Na Perštýně 12.

## Obsah
- Úvodní slovo starosty Tomáše Chalupy
- Historie a stavební vývoj Střešovic
- Urbanismus

### Seznam staveb
- Řadová zástavba
  - čp. 305–310, Lomená 36–26
  - čp. 341–350, Dělostřelecká 50–44
  - čp. 388–312, Sibeliova 21–15
  - čp. 952–956, Buštěhradská 25–17

- Kafkova vila, čp. 484
- Hypšmanova vila, čp. 565
- Dvojvila pánů Krejčího a Filly, čp. 493, 494
- Traubova vila, čp. 658
- Vondrákova vila, čp. 488
- Špálova vila, čp. 755
- Kodlova vila, čp. 711

- Vily z let 1923–1924
  - čp. 487, Na Ořechovce 35
  - čp. 489, Cukrovarnická 18
  - čp. 490, Cukrovarnická 20
  - čp. 492, Cukrovarnická 24

- Vily z let 1925–1928
  - čp. 552, U Laboratoře 18
  - čp. 559, Na Ořechovce 19
  - čp. 656, Pevnostní 4
  - čp. 550, Slunná 19, Dělostřelecká 22

- Vily z let 1929–1934
  - čp. 543, Malá 1
  - čp. 764, Na Zástřelu 40
  - čp. 777, Cukrovarnická 53
  - čp. 778, Cukrovarnická 51

- Vily z let 1935–1939
  - čp. 858, Střešovická 64, Na Průseku 2
  - čp. 906, Střešovická 66, Na Průseku 5
  - čp. 109, Pod Kostelem 3
  - čp. 922, Na Hubálce 1, Hládkov 8

- Činžovní domy
  - čp. 522–524, Nad Panenskou 1–5
  - čp. 667, Lomená 39
  - čp. 676–680, Za Hládkovem 20–10
  - čp. 691, Myslbekova 11

- Jihoslovanský dům – Alexandrova kolej, čp. 682
- Výzkumný ústav cukrovarnický, čp. 112
- Přečerpávací stanice Bruska, čp. 467

- Národní kulturní památka Müllerova (Loosova) vila, čp. 642
- Kulturní památka Evangelický kostel ve Střešovicích, čp. 950

### Objekty navržené k prohlášení za kulturní památku (2010)
- Hypšmanova vila, čp. 565
- Vondrákova vila, čp. 488
- Výzkumný ústav cukrovarnický, čp. 112
- Ústřední dům Ořechovka, čp. 250
- Přečerpávací stanice Bruska, čp. 467 -  prohlášeno kulturní památkou 28. dubna 2011.[2]
- Pomník obětem 1. světové války -  prohlášeno kulturní památkou 5. září 2012.[3]
- Vodojem Andělka